# Campionati del mondo di triathlon del 1993
I Campionati del mondo di triathlon del 1993 (V edizione) si sono tenuti a Manchester, Regno Unito in data 22 agosto 1993.
Tra gli uomini ha vinto il britannico Spencer Smith, mentre la gara femminile è andata per la seconda volta consecutiva all'australiana Michellie Jones.
La gara junior ha visto trionfare lo svizzero Oliver Hufschmid e la neozelandese Sara Harrow.

## Risultati

### Élite uomini
| Pos. | Nome                   | Paese         | Nuoto    | Bici     | Corsa    | Totale   |
| ---- | ---------------------- | ------------- | -------- | -------- | -------- | -------- |
|      | Spencer Smith          | Regno Unito   | 00:18:04 | 00:44:43 | 00:48:33 | 01:51:20 |
|      | Simon Lessing          | Regno Unito   | 00:18:05 | 00:50:49 | 00:44:08 | 01:53:02 |
|      | Hamish Carter          | Nuova Zelanda | 00:18:13 | 00:44:54 | 00:50:22 | 01:53:28 |
| 4    | Brad Beven             | Australia     | 00:18:13 | 00:46:11 | 00:49:31 | 01:53:54 |
| 5    | Ben Bright             | Nuova Zelanda | 00:18:12 | 00:53:21 | 00:42:47 | 01:54:20 |
| 6    | Rainer Mueller-Hoerner | Germania      | 00:18:08 | 01:03:26 | 00:33:15 | 01:54:49 |
| 7    | Ralf Eggert            | Germania      | 00:18:13 | 01:02:17 | 00:34:24 | 01:54:54 |
| 8    | Miles Stewart          | Australia     | 00:18:13 | 01:03:21 | 00:33:38 | 01:55:12 |
| 9    | Philippe Fattori       | Francia       | 00:18:59 | 01:04:45 | 00:31:34 | 01:55:18 |
| 10   | Remy Rampteau          | Francia       | 00:19:04 | 01:04:37 | 00:31:43 | 01:55:25 |
| 11   | Mark Bates             | Canada        | 00:18:45 | 01:05:03 | 00:31:42 | 01:55:30 |
| 12   | Jeff Devlin            | Stati Uniti   | 00:19:57 | 01:02:51 | 00:32:40 | 01:55:31 |
| 13   | Tomas Kocar            | Rep. Ceca     | 00:18:14 | 01:04:26 | 00:32:59 | 01:55:39 |
| 14   | Andrew Macmartin       | Canada        | 00:18:59 | 01:04:45 | 00:32:02 | 01:55:46 |
| 15   | Christoph Mauch        | Svizzera      | 00:19:53 | 01:02:46 | 00:33:09 | 01:55:48 |
| 16   | Nick Radkewich         | Stati Uniti   | 00:18:45 | 01:03:51 | 00:33:23 | 01:55:59 |
| 17   | Mathew Belfield        | Regno Unito   | 00:18:22 | 01:03:21 | 00:34:23 | 01:56:07 |
| 18   | Wes Hobson             | Stati Uniti   | 00:18:14 | 01:04:18 | 00:33:37 | 01:56:08 |
| 19   | Luc Van Lierde         | Belgio        | 00:18:23 | 01:05:23 | 00:32:24 | 01:56:10 |
| 20   | Richard Hobson         | Regno Unito   | 00:18:44 | 01:00:58 | 00:36:38 | 01:56:21 |
| 21   | Leandro Macedo         | Brasile       | 00:18:13 | 01:07:05 | 00:31:09 | 01:56:27 |
| 22   | Greg Welch             | Australia     | 00:18:12 | 01:05:52 | 00:32:24 | 01:56:28 |
| 23   | Brad Keams             | Stati Uniti   | 00:19:05 | 01:04:36 | 00:32:49 | 01:56:30 |
| 24   | Sylvain Dafflon        | Francia       | 00:18:07 | 01:05:38 | 00:32:47 | 01:56:33 |
| 25   | Didier Volckaert       | Belgio        | 00:18:48 | 01:03:41 | 00:34:07 | 01:56:36 |
| 26   | Dennis Looze           | Paesi Bassi   | 00:18:07 | 01:05:35 | 00:33:02 | 01:56:46 |
| 27   | Greg Fraiss            | Nuova Zelanda | 00:19:54 | 01:02:46 | 00:34:12 | 01:56:53 |

### Élite donne
| Pos. | Nome                       | Paese         | Nuoto    | Bici     | Corsa    | Totale   |
| ---- | -------------------------- | ------------- | -------- | -------- | -------- | -------- |
|      | Michellie Jones            | Australia     | 00:19:53 | 00:59:12 | 00:48:36 | 02:07:41 |
|      | Karen Smyers               | Stati Uniti   | 00:19:56 | 01:03:54 | 00:43:53 | 02:07:43 |
|      | Joanne Ritchie             | Canada        | 00:19:45 | 01:02:54 | 00:46:07 | 02:08:46 |
| 4    | Sonja Krolik               | Germania      | 00:20:53 | 01:11:28 | 00:36:59 | 02:09:21 |
| 5    | Suzanne Nielsen            | Danimarca     | 00:20:12 | 01:10:25 | 00:38:47 | 02:09:26 |
| 6    | Anette Petersen            | Danimarca     | 00:19:55 | 01:06:00 | 00:43:39 | 02:09:34 |
| 7    | Sabine Westhoff            | Germania      | 00:19:56 | 01:07:46 | 00:42:40 | 02:10:22 |
| 8    | Jenny Rose                 | Nuova Zelanda | 00:20:18 | 01:11:45 | 00:38:25 | 02:10:28 |
| 9    | Ute Schaefer               | Germania      | 00:22:37 | 01:05:40 | 00:42:39 | 02:10:56 |
| 10   | Bianca Van Woesik          | Australia     | 00:21:03 | 01:12:17 | 00:37:44 | 02:11:03 |
| 11   | Sue Turner                 | Australia     | 00:22:21 | 01:18:42 | 00:30:04 | 02:11:09 |
| 12   | Jeasnnine De Ruysscher     | Belgio        | 00:21:02 | 01:11:10 | 00:39:06 | 02:11:18 |
| 13   | Isabelle Mouthon-Michellys | Francia       | 00:19:54 | 01:12:57 | 00:38:30 | 02:11:20 |
| 14   | Jackie Gallagher           | Australia     | 00:22:12 | 01:13:04 | 00:36:13 | 02:11:29 |
| 15   | Brigitte Scheithauer       | Germania      | 00:19:57 | 01:09:38 | 00:42:03 | 02:11:38 |
| 16   | Lydie Reuze                | Francia       | 00:19:50 | 01:12:22 | 00:39:43 | 02:11:55 |
| 17   | Joy Hansen                 | Stati Uniti   | 00:21:11 | 01:14:55 | 00:35:51 | 02:11:57 |
| 18   | Terri Smith                | Canada        | 00:20:22 | 01:13:03 | 00:38:45 | 02:12:10 |
| 19   | Simone Mortier             | Germania      | 00:21:04 | 01:12:13 | 00:38:58 | 02:12:14 |
| 20   | Hannele Steyn              | Sudafrica     | 00:22:12 | 01:12:25 | 00:37:48 | 02:12:25 |
| 21   | Jill Westenra              | Nuova Zelanda | 00:21:42 | 01:11:47 | 00:00:00 | 02:12:38 |
| 22   | Irma Heeren                | Paesi Bassi   | 00:23:29 | 01:12:43 | 00:36:37 | 02:12:49 |
| 23   | Alison Hamilton            | Irlanda       | 00:22:15 | 01:12:29 | 00:38:14 | 02:12:58 |
| 24   | Heather Fuhr               | Canada        | 00:22:05 | 01:15:11 | 00:35:45 | 02:13:01 |
| 25   | Francisca Ruessli          | Svizzera      | 00:21:23 | 01:10:59 | 00:40:46 | 02:13:09 |
| 26   | Terry Martin               | Stati Uniti   | 00:21:49 | 01:13:03 | 00:38:23 | 02:13:14 |
| 27   | Jacqueline Sommer          | Svizzera      | 00:20:53 | 01:13:17 | 00:39:08 | 02:13:19 |
| 28   | Beatrice Mouthon           | Francia       | 00:20:30 | 01:13:20 | 00:39:30 | 02:13:20 |
| 29   | Fiddy Van Pittius          | Sudafrica     | 00:21:30 | 01:12:18 | 00:39:33 | 02:13:21 |
| 30   | Janet Hatfield             | Stati Uniti   | 00:20:45 | 01:15:37 | 00:37:37 | 02:13:59 |

### Junior uomini
| Pos. | Nome              | Paese       |
| ---- | ----------------- | ----------- |
|      | Oliver Hufschmid  | Svizzera    |
|      | Ryan Bolton       | Stati Uniti |
|      | Alexandre Manzan  | Brasile     |
| 4    | Chris McCormack   | Australia   |
| 5    | Normann Stadler   | Germania    |
| 6    | Mark Allen        | Stati Uniti |
| 7    | Joachim Franzmann | Germania    |
| 8    | Abe Rogers        | Stati Uniti |
| 9    | Olivier Marceau   | Francia     |
| 10   | Andres Johns      | Australia   |

### Junior donne
| Pos. | Nome               | Paese         |
| ---- | ------------------ | ------------- |
|      | Sarah Harrow       | Nuova Zelanda |
|      | Natalya Orchard    | Australia     |
|      | Marie Overbye      | Danimarca     |
| 4    | Heidi Alexander    | Nuova Zelanda |
| 5    | Kirstie Otto       | Canada        |
| 6    | Natasja Hilgeholt  | Nuova Zelanda |
| 7    | Sabine Stelter     | Germania      |
| 8    | Sandrine Broussley | Francia       |
| 9    | Jody Radkewich     | Stati Uniti   |
| 10   | Helena Edmonston   | Australia     |